# 假饵钓鱼

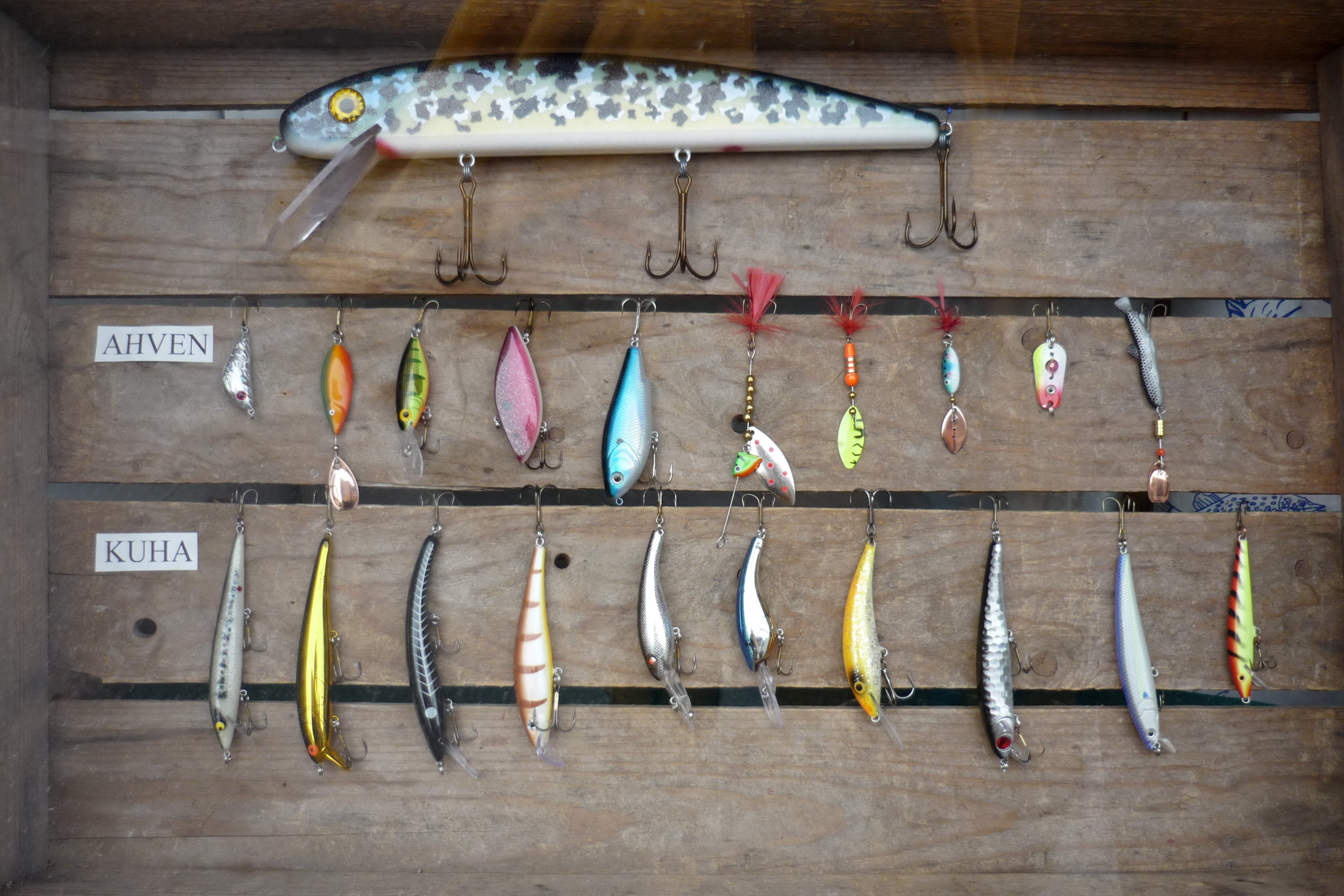
假饵钓鱼使用的拟饵

假饵钓鱼也称拟饵钓鱼（lure fishing）、拟钓或音译“路亚钓”，是一种利用金属、塑料、橡胶、羽毛乃至木头制作成的拟态仿生鱼饵——拟饵（lure，音译“路亚”），通过用鱼线牵引划过水中模拟掠食性鱼类喜欢捕食的猎物形态，并引诱其吞咬上钩的钓鱼方法。拟饵往往做成小鱼、小虾、昆虫、蠕虫、蛙类等食物网中下层的水生动物的模样，同时钓鱼者还会摆动鱼竿让假饵抽动，使其更像是活物。
假饵钓鱼的历史悠久，其中飞蝇钓最早出现于古罗马，自中世纪时期就在欧洲和日本的贵族和士绅阶层中盛行。因为拟钓的目标通常都是凶猛有力的游钓鱼，互动性很强，又需要钓者不断重复甩竿抛饵和收线，因此也有“水上高尔夫”之称。

## 钓法
在进行拟钓时，钓者会反复将假饵抛投到可能有掠食性鱼类出没的水域，然后开始收线向回牵引假饵划过水中。因为后曳力和水流摩擦的影响，假饵在划过水中时会因为紊流而被动产生各种摇摆，使其形态类似在水中游动的小型水生动物，同时也激起能够被远处的鱼听到或感到的声响和尾波，一些假饵还会产生显眼的反光或带有旋片、翻桨、旋桨等设计来溅起大量水花和气泡来吸引近处的大鱼。钓者同时也会随机的摇摆和抽抖鱼竿让假饵窜动看使其更加仿真。
当大鱼受到诱惑并攻击假饵时，钓者可以通过水面可见的突然波动和水花（所谓的“炸水”）、鱼线的张力变化和传导到鱼竿上的振动来判断目标是否成功上钩，然后决定是否挑竿挂钩并变化收线的速度和力度。

### 飞蝇钓

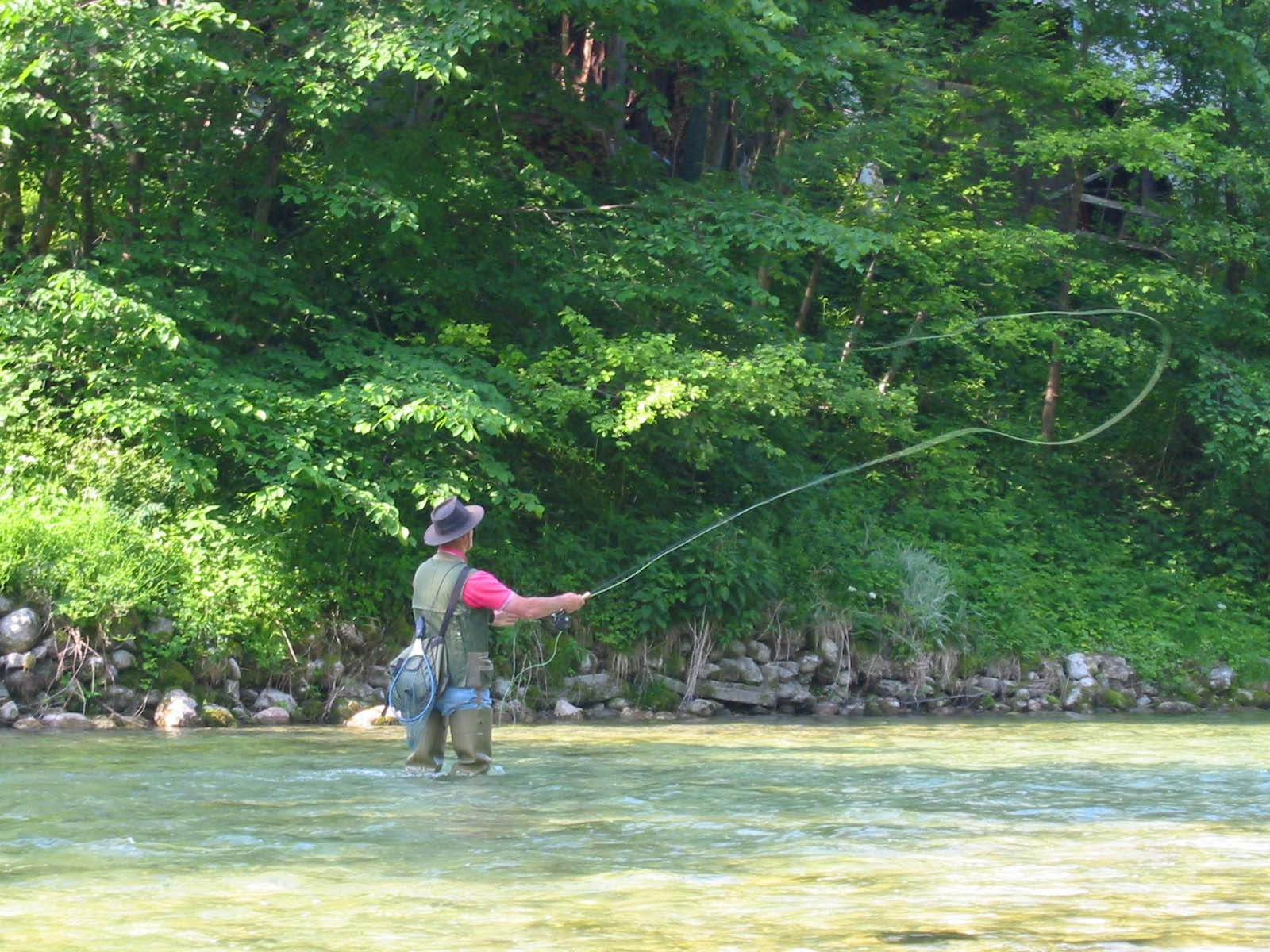
飞蝇溪钓

飞蝇钓（英語：fly fishing）是一种用小型假饵模拟飞虫的拟钓，主要用来溪钓针对有食虫习性的淡水鱼和洄游鱼，比如鲑鱼/鳟鱼、鲈鱼、茴鱼和鲤鱼等。有一些飞蝇饵也会模仿极小型的甲壳动物（比如虾类和磷虾）、饵鱼和蠕虫来捕捉咸水鱼，比如海鲢、石首鱼、锯盖鱼和北梭鱼等。
飞蝇钓的特色是使用的拟饵（即“飞蝇饵”）通常是用松散的丝线、毛发或羽毛直接缠绑在小号鱼钩（即“毛钩”）上制成（因此也俗称“毛饵”），重量极轻但阻力系数较大，以至于仅靠自身的动量根本无法克服空气阻力抛得远，必须依赖较重的特制鱼线来牵引甩出。因为这种线重饵轻的抛投特殊性，使得所使用的鱼竿也与其它钓法大为不同。此外因为飞蝇饵使用的毛钩的尺寸很小，通常不能配用线径更粗、强度更高的导线，因此飞蝇钓者必须把鱼线的应力控制在较低的水平，有时甚至会跟着淌入水中来遛鱼卸力避免断线，因此转速比极低（只有1:1）的中轴轮（即所谓的“飞蝇轮”）和涉水裤是飞蝇钓的常见装备。
日本传统的飞蝇钓称作天唐钓（日語：てんから釣り，罗马字：tenkara tsuri），通常使用没有钩眼的毛钩，鱼线直接缠绕在钩杆上打结（即所谓的“钩线结”），并经常使用没有装配线轮的手竿。

### 强力作钓
强力作钓（power fishing）指频繁快速抛投收饵的钓法，是北美洲传统的一种拟钓方式，也是各种钓鱼竞赛和针对黑鲈、梭吻鲈、狗鱼等较凶猛的淡水掠食鱼类的运动捕鱼中最常见的一种钓法。强力作钓主要讲究尽可能的用不同的假饵覆盖试探大面积水域，并用明显的收饵声势来刺激周边的掠食性鱼类，使其难以抗拒觅食和应对领域侵犯的双重冲动。因为抛投频率高，强力作钓对体能的要求较高，而且通常会使用至少中等磅数、回弹稍快的渔具，同时偏好旋片饵、泡饵、桨饵和各种钓组等更容易扰动水波的假饵。

### 精细作钓
精细作钓（finesse fishing）指缓慢收饵并极致专注于展现假饵动态细节的钓法，通常选用磅数较轻、回弹较快的鱼竿。这种钓法最早源于美国中西部用软虫钓组捕捉鲇鱼的钓鱼人，同时在东亚地区非常盛行（原因是人多鱼少，必须追求极致细节才能诱到鱼），后来随着禧玛诺和达亿瓦等日本渔具公司的成功重新在北美兴起。现今的精细钓法主要讲究“小饵钓大鱼”，强调使用超轻快调竿、细径线和小型饵，根据使用的线轮种类分为“水滴精细”（bait finesse system，简称BFS）和“纺车精细”（spin finesse system，简称SFS）两类。
现在北美和日本的精细钓法主要用来进行溪钓和塘钓鳟鱼、小口黑鲈以及以太阳鱼为代表的各类煎锅鱼。而在中国大陆，因为生态破坏和过度捕捞导致鱼类资源紧张，使得许多地区的水体中很难钓到大鱼，只能作钓尺寸很小的鱼种（比如白条），所以精细钓法在针对小型鱼类的“微物”拟钓群体中十分常见。

### 蛙饵作钓
蛙饵作钓（frog lure fishing）简称“蛙钓”（frogging）是指用模仿蛙类游水形态的水面拟饵（所谓的“雷蛙”）进行作钓，有时也会使用水老鼠、水蛇和小鸭形态的假饵，主要针对能捕食两栖动物、小型水鸟和陆生动物的大型掠食鱼类，比如大口黑鲈、狗鱼、黑鱼、鲇鱼、玻璃梭鲈等。
因为蛙钓所针对的是较为凶猛力强的大鱼（也就是在中国大陆俗称的“巨物”），同时又常常要将假饵快速提挑来模仿蛙类在水草间的弹跳，因此对鱼竿的性能参数要求也比较特殊。蛙钓竿通常需要有较高的强度和刚度（“竿重”），但同时又要有较快的调性，必要时会牺牲一些感度来换取材料的坚韧性。

### 倒钓
倒钓（dropshotting）指使用倒钓组（dropshot rig）进行的作钓，主要用来针对接近水底的深水区鱼类。这种钓法在鱼线的末端会挂有一个沉子，鱼钩和软体假饵用绳结或连结具挂在沉子上方，平时通常头低尾高，但每次抽线都会发生首尾翻跳，特别能模仿藏在底层水草中探头的鱼虾。

## 装备

### 鱼竿
因为拟钓需要频繁重复的甩竿抛饵，因此使用的鱼竿（即所谓的“路亚竿”）通常自重较轻，长度也通常在1.5—2.4（5—8英尺）之间，并且时常会有便于山野携带的多节或伸缩结构。此外因为拟钓主要依赖触觉感受来自鱼线的振动和拉力变化，不使用鱼漂或颤尖等可利用视觉的“咬钩指示器”，因此通常会使用对振动传导较好的材料（比如碳纤维）制造。根据所针对的目标鱼种不同，市面上拟钓竿的刚度（即所谓的“竿重”）参数可以从“超轻”（UL）和“轻”（L）一直变化到“重”（H）和“极重”（XH）甚至“超极重”（XXH），能承受的最大弯曲应力（所谓的“线重”）和最适合抛投的饵重范围也会有所不同。
拟钓竿因为时常需要对鱼饵施加快速短促的抽动来让其展现得更为活泼逼真，因此常常会使用回弹速度（即所谓的“调性”）较快的材料和结构。唯一例外的是飞蝇钓，因为线重饵轻所以必须使用柔性较好、调性较慢的鱼竿来延长回弹时间帮助甩线抛饵。

### 线轮
拟钓使用的主流线轮主要是纺车轮和水滴轮，转速比通常高于5倍，一些新晋型号最高可以达到10倍以上。这些线轮通常有收线时只让线杯单向旋转的防逆转构造，并且配有离合设计让线杯在抛饵时可以反向自由旋转放线。现代线轮也通常有调节拖力上限（所谓的“卸力”）的功能，以防张力过大导致鱼线扯断。
飞蝇钓使用的线轮则通常是转速比为1倍的中轴轮，有防逆转机构但没有离合机构，放线时需要手动向外扯线。
传统设计的鼓轮有时也会用于拟钓，但是因为其抛饵性能并不出众，所以通常只用于短距离内针对大鱼的作钓（所谓的“雷强”）或基于航船后方的拖钓。除此之外，拖力和转速比参数都较低的封闭轮因其使用门槛较低，在针对煎锅鱼的初学者群体（通常是儿童）之中也经常使用。

### 鱼饵
拟钓并不使用能释放气味的传统钓饵（除非额外添加了引诱剂），而是用不可食用的仿生假饵通过模仿自然猎物（比如小鱼、虾类、昆虫、蠕虫或蛙类等）的外形、色彩、光泽和产生的振动来刺激掠食性鱼类的觅食本能和领地意识，从而诱骗或挑衅使其主动对鱼饵发起追逐和吞咬攻击。
市面上的拟饵大致可分为硬体饵（hard-body lure）和软体饵（soft-body lure）两大类。硬体饵通常用木材、塑料、金属等刚性材料制成（并可能有关节设计），通常配备至少一个三尖鱼钩，一般模拟较大的猎物，主要靠激起水波和声音吸引善于扑咬、较为凶猛的目标鱼；软体饵则通常用硅氧树脂、丝线或羽毛等柔性较好的材料制成，通常配合单个普通鱼钩使用，主要模拟小鱼、小虾、小虫、鱿鱼等较小的猎物或软体动物，靠形态吸引以吞食为主的目标鱼。根据具体的构造和外形设计，拟饵还可以分为鱼形饵（minnow）、笔形饵（stickbait或pencil）、匙型饵（spoon）、飞蝇饵（fly，也称毛饵）以及以旋片饵（spinnerbait）为代表的各类复合饵等；根据功能和用法，可以分为水面饵（surface lure）、泳饵（swimbait）、沉水饵（sinkbait）、沉跳饵（jig）、噪音饵（chatterbait）等。拟饵还可以和其它末端渔具（浮漂和沉子）和各种装饰物组合使用形成各种钓组（rig），展现出非常复杂逼真的动态。

### 鱼线
拟钓所用的鱼线根据比重分为浮水和沉水两类，浮水线主要用在水面饵上；沉水线则用在其它拟饵上。大部分拟钓鱼线都追求较细的线径，因为这样更不容易被鱼看到，而且沉水速度更快，划过水中时产生的阻力也小。拟钓鱼线的颜色根据钓法不同也比较讲究，一般情况下会使用色泽较深、反光度差甚至透明的鱼线，但是一些水面系的鱼线可能会用较为鲜艳的颜色来帮助钓者观察鱼线和拟饵的状况，起到咬钩指示器的作用。
拟钓绝大部分时候都会额外使用前导线，并使用连结具来快速拆装不同的拟饵。常见的导线一般是聚偏二氟乙烯（PVDF，即所谓的“氟碳”）材料制造，比较耐磨且比重较大；在作钓牙齿锋利的掠食鱼的时候，则可能使用不锈钢或钛合金等硬度高的金属丝导线。

## 与传统钓法的区别
传统垂钓（“饵钓”）通常使用静态的鱼饵（除非使用活饵，但可能会被看作不人道），主要依赖鱼饵溶解在水中扩散的气味来吸引目标鱼，其成功率会受自身气味大小、鱼类嗅觉灵敏度、其它鱼种的抢食、水流方向和周边环境的异味干扰等多种复杂因素影响。拟钓则使用动态的仿生饵，主要依赖声音、震波和光亮在水中传播吸引目标鱼（如果涂抹了特制的气味剂，也可以利用气味散发），成功率主要取决于钓者如何扯线操控假饵的运动。饵钓倾向于被动等待目标“自投罗网”，讲究守株待兔耐心静坐，如同用陷阱捕猎；而拟钓则倾向于主动展现形态诱惑目标出击，需要反复投饵收线“诱敌出洞”，如同积极扫荡狩猎。因此，拟钓参与者会更加投入作钓过程，体验也更有互动性和刺激性；加上针对的是较为凶猛的掠食鱼，甩竿和搏鱼过程产生的体能消耗也更高，会连带着锻炼并提高身体素质，是更有利于健康的运动。
传统垂钓通常需要携带多种大量的饵料、装饵料的容器（包括装湿饵的水桶）和辅助器具（比如钓箱、折叠椅、竿架等），常常会出现每次出行必须“搬家拎行李”的情形，非常影响活动能力。而拟钓所用的渔具往往都非常轻便，除鱼竿外通常都可以装在一个背包或旅行袋内“轻装上阵”，非常适合随意出行和踏青山野时作钓，更符合户外休闲、亲近自然的理念。
此外，因为传统饵钓过度依赖鱼饵能散发的嗅觉诱惑，常常会出现钓饵本身气味不足以诱鱼而必须辅助使用更大剂量的散饵（即俗称的“打窝”）的情况，可能会对作钓水域产生富营养化污染而增加藻华的风险。许多传统垂钓者还会使用活饵诱鱼，因此可能向周边的水生动物传染寄生虫和疾病，活饵的残骸腐烂后也会污染水质，而侥幸逃脱的活饵（比如鳌虾）和连带生物（比如饵桶中意外携带的鱼钩水蚤）则可能变成入侵物种破坏当地水域生态系统的平衡。拟钓使用的假饵不源自生物，因此完全没有饵钓影响环境的问题，是更利于生态和谐的一种钓法。
虽然线轮最早是由中国人发明的（东汉/魏晋时期的《列仙传》最早描述“钓车”，唐朝诗人陆龟蒙就在《渔具诗·钓车》中提及“溪上持只轮，溪边指茅屋”，北宋沈括也在《洞天游录》中说过“钓用轮竿”，而世界上目前公认的最早的线轮图像证据源自于南宋马远的画作《寒江独钓图》），但大中华地区自明清以来长期是以用手竿（没有线轮）的传统饵钓为主，即使是比较“新兴”的台式悬钓（台钓）也是1980年代初就传入并在中国大陆兴起；拟钓则在许多中国人眼里被看做是1990年底末期、2000年代初期才从欧美逐步传入的“洋钓法”（虽然在宋代就有用木制的柳叶形假鱼诱钓鯮鱼和鳡鱼的记录）。此外东方国家的传统垂钓非常重视渔获，往往讲究“多多益善”、“大小通吃”；而拟钓传入时一同被引进的是西方休闲捕鱼的钓获放流理念，讲究“为娱而渔，非为鱼而渔”，提倡至少要“留大放小”。这种所谓“洋人放流，国人放油”的理念差别也使得中国大陆的拟钓群体常常和传统钓客因为是否必须放流的问题发生争执。在2010年代后期许多传统垂钓者开始改试“路亚”后，中国的拟钓群体也因为支持和反对强制放流而发生了内部分裂。